# スリジエセンター1991
『スリジエセンター1991』（スリジエセンター イチキュウキュウイチ）は海堂尊の長編小説。『週刊現代』（講談社）2011年6月11日号から2012年8月18・25日号まで連載され、改稿のうえ2012年10月25日に同社より単行本が刊行された。2018年3月15日に単行本に加筆修正のうえ講談社文庫版が刊行された。
タイトルのスリジエセンター（スリジエ・ハートセンター）とは天城雪彦が設立を目指す心臓手術専門病院で、スリジエ（cerisier）はフランス語で桜の意味。
2024年7月期に、TBS系日曜劇場にて『ブラックペアン シーズン2』のタイトルでテレビドラマ化された。

## 概要
著者の作品群「桜宮サーガ」の登場人物・世良雅志の物語を描いた『ブラックペアン1988』『ブレイズメス1990』に続く「バブル三部作」の最終作。
本作の刊行後、オペ室の悪魔・渡海征司郎の誕生の経緯が描かれた「バブル三部作」の前日譚にあたる『プラチナハーケン1980』が2024年7月に刊行された。

## ストーリー
東城大学医学部付属病院院長にして総合外科学教室に君臨する佐伯清剛教授の要請により、心臓専門の治療施設を立ち上げるべくモナコ公国より帰国した天城雪彦は資金の捻出のためウエスギ・モーターズ会長の公開手術を計画する。

## 登場人物
世良 雅志
総合外科学教室員。
天城 雪彦
かつてモナコ公国のモンテカルロ・ハートセンターで外科部長を務めていた天才心臓外科医。
高階 権太
総合外科学教室講師。
佐伯 清剛
東城大学医学部付属病院院長。
黒崎 誠一郎
佐伯外科助教授で心臓血管外科グループのトップ。
江尻
東城大学医学部付属病院副院長。第二内科教授。反佐伯派の急先鋒で、佐伯の失脚を狙っている。

## 書籍情報
- ハードカバー：2012年10月25日発売[1]、講談社、ISBN 978-4-06-217953-9
- 文庫本：2018年3月15日発売[2]、講談社文庫、ISBN 978-4-06-293880-8

## テレビドラマ
『ブラックペアン シーズン2』のタイトルで本作と前作『ブレイズメス1990』を原作に、2024年7月7日から9月15日までTBS系「日曜劇場」枠でテレビドラマ化された。主演は二宮和也。海堂の提案もあって、後半のスリジエセンター編では渡海の登場などドラマオリジナル要素が増えている。